# گالاتیک انرژی
گالاتیک انرژی (انگلیسی: Galactic Energy) شرکت هوافضای چینی است، که در سال ۲۰۱۸ تأسیس شد.